# Pterogrammoides poecilosomus
Pterogrammoides poecilosomus är en tvåvingeart som beskrevs av Papp 1972. Pterogrammoides poecilosomus ingår i släktet Pterogrammoides och familjen hoppflugor. Inga underarter finns listade i Catalogue of Life.